# Marathon van Parijs 2010

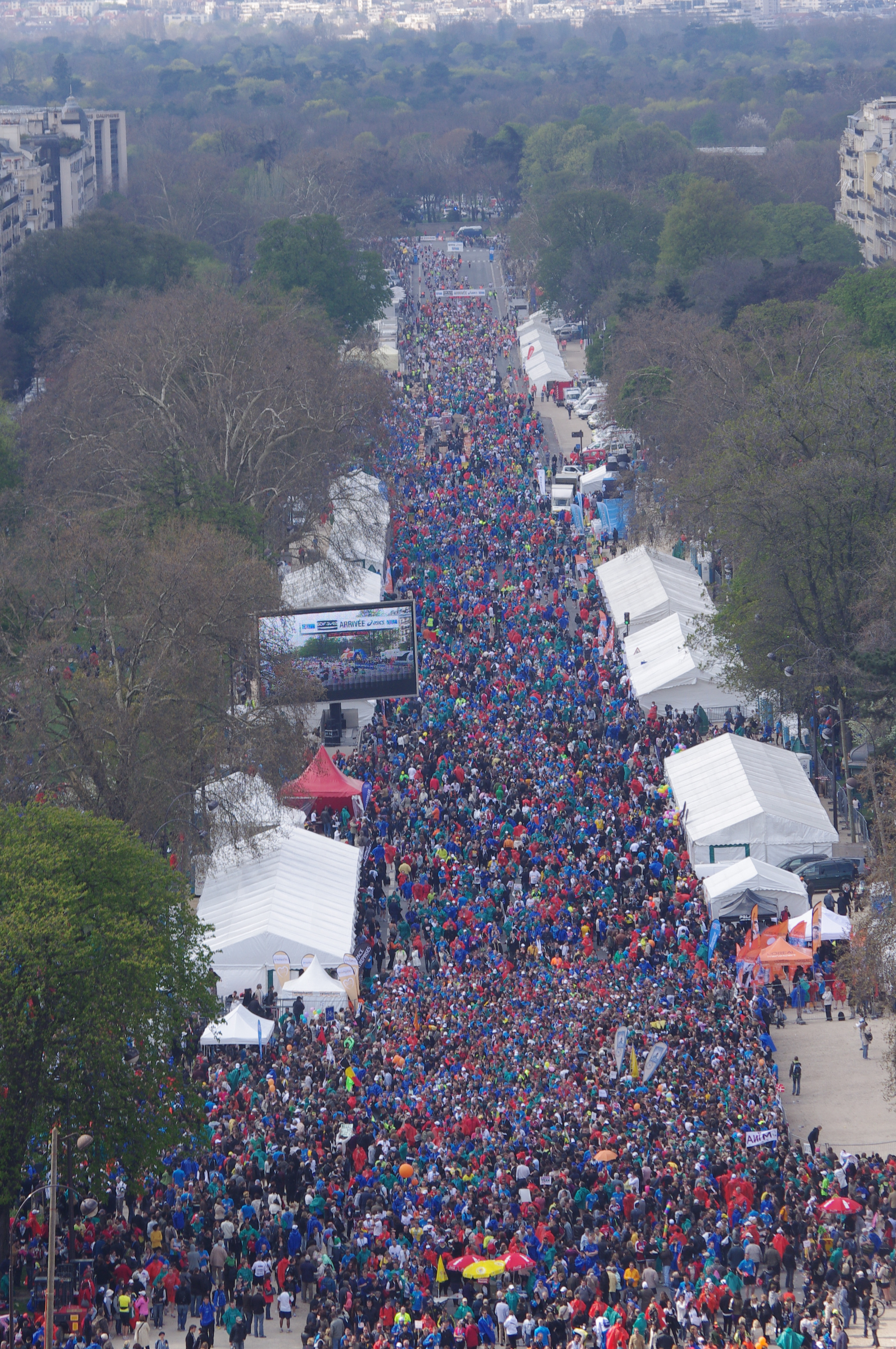
Zicht op Arc de Triomphe

De marathon van Parijs 2010 werd gelopen op zondag 11 april 2010.
De overwinning bij de mannen ging in 2:06.41 naar de Ethiopiër Tadese Tola. Bij de vrouwen was de overwinning evenals in 2009 voor de Ethiopische Atsede Baysa. Met een tijd van 2:22.04 liep ze meteen een wedstrijdrecord.
In totaal finishten er 30815 marathonlopers, waarvan 25.144 mannen en 5671 vrouwen.

## Uitslagen

### Mannen
| rang   | naam                     | land | tijd    |
| ------ | ------------------------ | ---- | ------- |
| Goud   | Tadese Tola              | ETH  | 2:06.41 |
| Zilver | Alfred Kering            | KEN  | 2:07.11 |
| Brons  | Wilson Kipsang           | KEN  | 2:07.13 |
| 4      | Benjamin Kiptoo          | KEN  | 2:08.01 |
| 5      | Daniel Kiprugut          | KEN  | 2:08.29 |
| 6      | Mulugeta Wami            | ETH  | 2:08.32 |
| 7      | Zenbaba Yegezu           | ETH  | 2:08.48 |
| 8      | Hailu Mekonnen           | ETH  | 2:09.01 |
| 9      | Francis Kibiwott Larabal | KEN  | 2:09.26 |
| 10     | Vincent Kiplagat         | KEN  | 2:09.38 |
| 11     | Getachu Terefa           | ETH  | 2:09.59 |
| 12     | Birbo Guta               | ETH  | 2:10.51 |
| 13     | Birhanu Bekele           | ETH  | 2:11.14 |
| 14     | Sahle Warga              | ETH  | 2:12.13 |
| 15     | James Rotich             | KEN  | 2:12.16 |
| 16     | Haile Demissie           | ETH  | 2:12.25 |
| 17     | Joel Kiptoo              | KEN  | 2:13.21 |
| 18     | Joshua Chelanga          | KEN  | 2:13.36 |
| 19     | Daniel Kosgei            | KEN  | 2:15.56 |
| 20     | Tesfaye Mickael          | ERI  | 2:16.37 |
| 21     | Mikhail Lemayev          | RUS  | 2:17.06 |
| 22     | Asaf Bimro               | ISR  | 2:19.26 |
| 23     | Zohar Zimro              | ISR  | 2:20.59 |
| 25     | Wodage Zvadya            | ISR  | 2:21.43 |

### Vrouwen
| rang   | naam              | land | tijd    |
| ------ | ----------------- | ---- | ------- |
| Goud   | Atsede Baysa      | ETH  | 2:22.04 |
| Zilver | Christelle Daunay | FRA  | 2:24.22 |
| Brons  | Tirfe Beyene      | ETH  | 2:24.51 |
| 4      | Azalech Masresha  | ETH  | 2:25.34 |
| 5      | Workitu Ayano     | ETH  | 2:29.25 |
| 6      | Gizaw Melkam      | ETH  | 2:32.14 |
| 7      | Bizunesh Urgesa   | ETH  | 2:35.33 |
| 8      | Monica Rosa       | POR  | 2:37.09 |
| 9      | Hui-Rong Chen     | CHN  | 2:37.38 |
| 10     | Adeline Roche     | FRA  | 2:38.35 |
| 11     | Eri Okubo         | JPN  | 2:38.54 |
| 12     | Jana Lelut        | CZE  | 2:49.35 |
| 13     | Nathalie Stilhart | FRA  | 2:52.25 |
| 15     | Marina Zanardi    | ITA  | 2:53.53 |

1976 ·
1977 ·
1978 ·
1979 ·
1980 ·
1981 ·
1982 ·
1983 ·
1984 ·
1985 ·
1986 ·
1987 ·
1988 ·
1989 ·
1990 ·
1991 ·
1992 ·
1993 ·
1994 ·
1995 ·
1996 ·
1997 ·
1998 ·
1999 ·
2000 ·
2001 ·
2002 ·
2003 ·
2004 ·
2005 ·
2006 ·
2007 ·
2008 ·
2009 ·
2010 ·
2011 · 
2012 · 
2013 ·
2014 ·
2015 ·
2016 ·
2017